# Scutopalus arboreus
Scutopalus arboreus är en spindeldjursart som beskrevs av Den Heyer 1979. Scutopalus arboreus ingår i släktet Scutopalus och familjen Cunaxidae. Inga underarter finns listade i Catalogue of Life.